# Деве Каран (дем Кушница)
Деве Каран или Деве Киран (на гръцки: Μέλισσα, Мелиса, до 1926 година Δεβέκιραν, Девекиран) е село в Егейска Македония, Гърция, част от дем Кушница, област Източна Македония и Тракия.

## География
Селото е разположено на 130 m надморска височина южно от планината Кушница (Пангео) на 8 km югозападно от Правища (Елевтеруполи).

## История

### Етимология
Според Йордан Н. Иванов името е от турското deve karın, „камилска утроба“, във връзка вероятно с разположението на селото в дълбока падина.

### В Османската империя
В края на XIX век Деве Каран е турско село в Правищка каза на Османската империя. Към 1900 година според статистиката на Васил Кънчов („Македония. Етнография и статистика“) в Деве Каранъ живеят 250 души, всички турци.

### В Гърция
Селото попада в Гърция след Междусъюзническата война в 1913 година. През 20-те години турското му население се изселва по споразумението за обмен на население между Гърция и Турция след Лозанския мир и на негово място са заселени гърци бежанци от Турция. В 1928 година селото е изцяло бежанско с 62 семейства с 240 души. Българска статистика от 1941 година показва 350 жители.
Населението произвежда традиционно тютюн, а по-късно и пшеница.
| Година    | 1913 | 1920 | 1928 | 1940 | 1951 | 1961 | 1971 | 1981 | 1991 | 2001 | 2011 | 2021 |
| --------- | ---- | ---- | ---- | ---- | ---- | ---- | ---- | ---- | ---- | ---- | ---- | ---- |
| Население | 302  | 292  | 293  | 335  | 325  | 261  | 205  | 203  | 216  | 221  | 209  | 177  |